# Corps Hansea Bonn

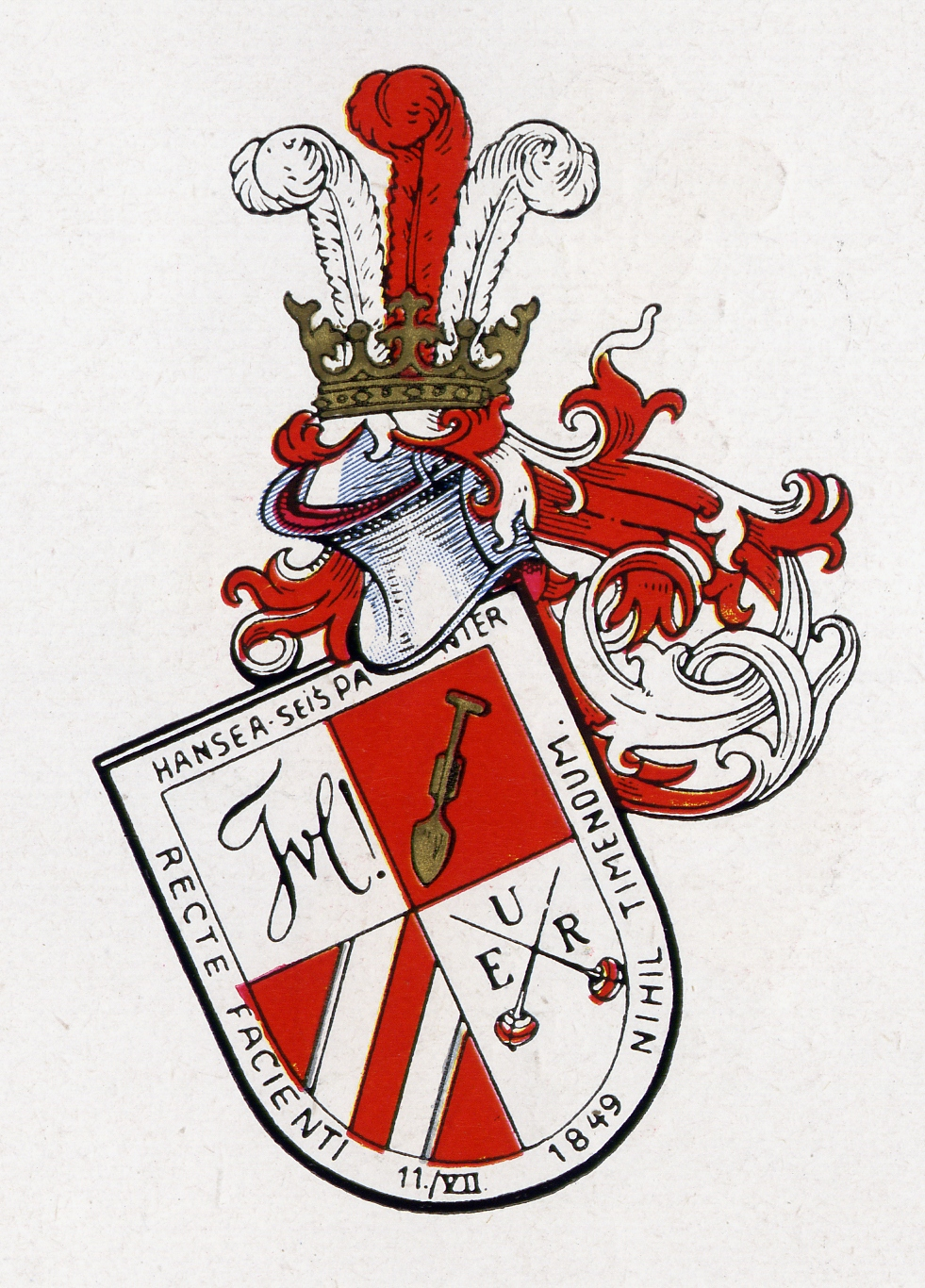
Armoiries du corps

Le Corps Hansea Bonn est une fraternité étudiante combattante portant couleur (de) de l'association Kösener SC. Le corps réunit des étudiants et des anciens élèves de l'Université rhénane Frédéric-Guillaume de Bonn. Les hanséatiques de Bonn sont généralement appelés Bonner Hansen.

## Couleur et devise
La couleur de la Hansea est dérivée des drapeaux hanséatiques (de) blanc sur rouge et complétée par du blanc-rouge-blanc à percussion argentée. Une casquette étudiante (de) rouge est également portée. La bande de renard est blanche et rouge avec des percussions argentées.
La devise est Recte facienti nihil timendum. La devise héraldique est Ehre und Recht.

## Histoire

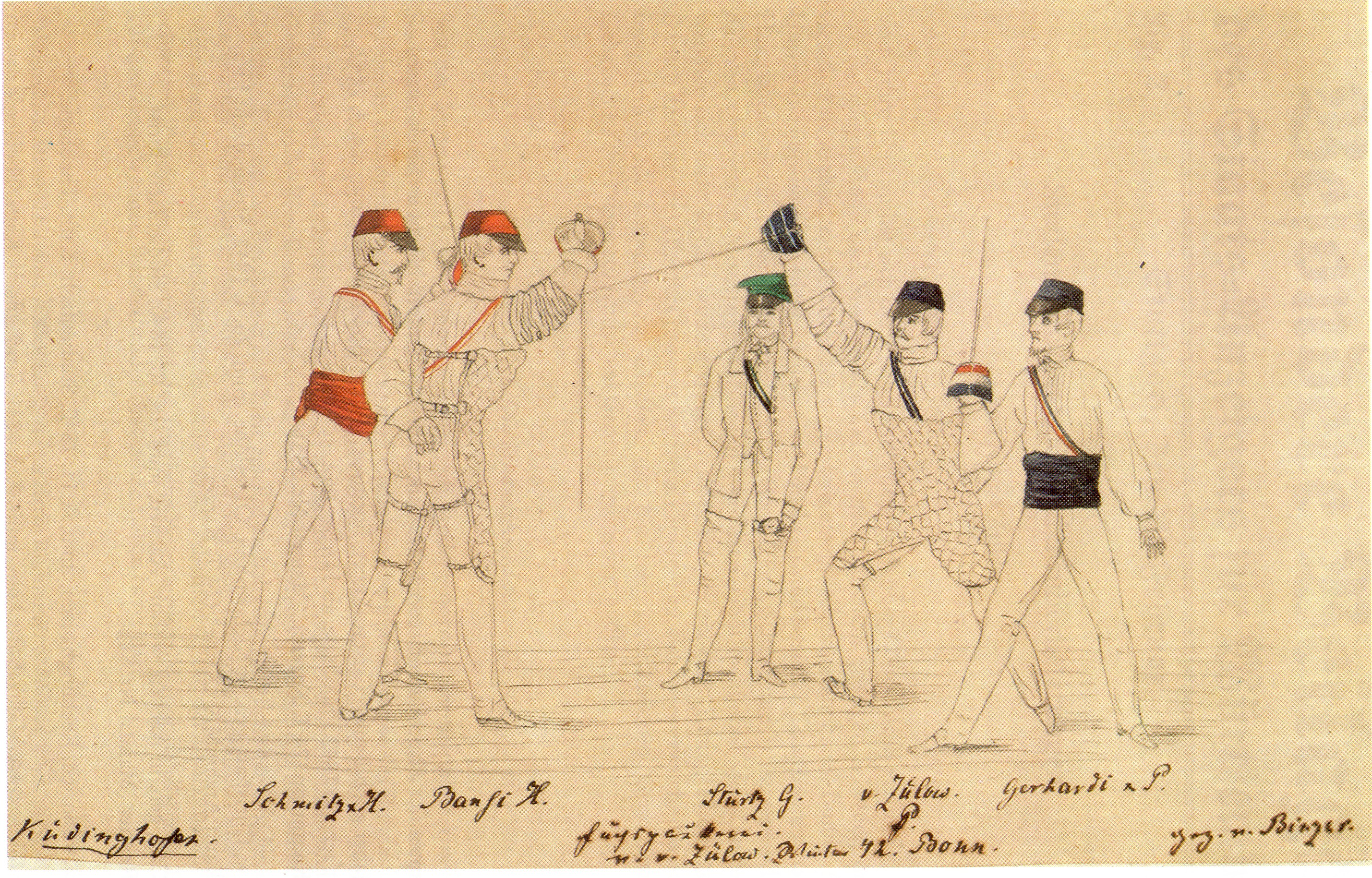
Combat Hansea I contre Palatia (1842)

Un premier corps du nom de Hansea à l'Université rhénane Frédéric-Guillaume de Bonn est fondé le 18 janvier 1838 avec les couleurs rouge-blanc-rouge avec percussion d'argent. Il est né d'une connexion du "Kölner", dont les membres ont en partie ouvert la Hansea, en partie le Corps Palatia Bonn, ce dernier cependant seulement plus tard, après avoir fondé une connexion du "Trierer", qui ne peut cependant pas maintenir contre le Senioren-Convent. Hansea I est suspendu à l'automne 1844. Jusqu'à sa suspension, l'ancien Hansea est clairement un corps à part entière.
Dans le sillage des ferments politiques, quelques garçons de corps plus libéraux quittant la Palatia fondent le 11 juillet 1849 le nouveau Corps Hansea. Il n'a rien à voir avec l'ancien Hansea. Mais en reprenant les armoiries, la devise et la couleur de base, on y fait sciemment référence ; l'ordre des couleurs est modifié en blanc-rouge-blanc. L'ancienne date de la fondation n'est pas non plus reprise. Les factures encore impayées de l'ancienne Hansea seront à l'origine de cette prise de distance, même si aucune décision formelle n'est prise à ce sujet . Il n'y a pas de continuité entre Hansea I et Hansea II, même si des anciens de l'ancien Hansea sont repris dans le nouveau corps.
Avec les autres corps de Bonn, Hansea adhère le 30 avril 1856 à l'association Kösener Senioren-Convents-Verband. La même année, Hansea fournit le président de l'oKC de Greifswald, Peter Hanstein. Il est suspendu du 15 novembre 1871 au 29 avril 1874. En raison de l'occupation alliée de la Rhénanie, , l'exploitation active doit être arrêtée le 8 décembre 1918. Il ne peut reprendre que le 1er mai 1919. En 1926, Hansea est lui-même le corps présidant la banlieue. Julius Stockhausen dirige l'oKC. Après la dissolution du KSCV, Hansea est suspendu le 20 octobre 1935. L'association des anciens est réactivé le 12 septembre 1948. Hansea se reconstitue au sein de la KSCV le 21 mars 1953.

## Maisons du corps

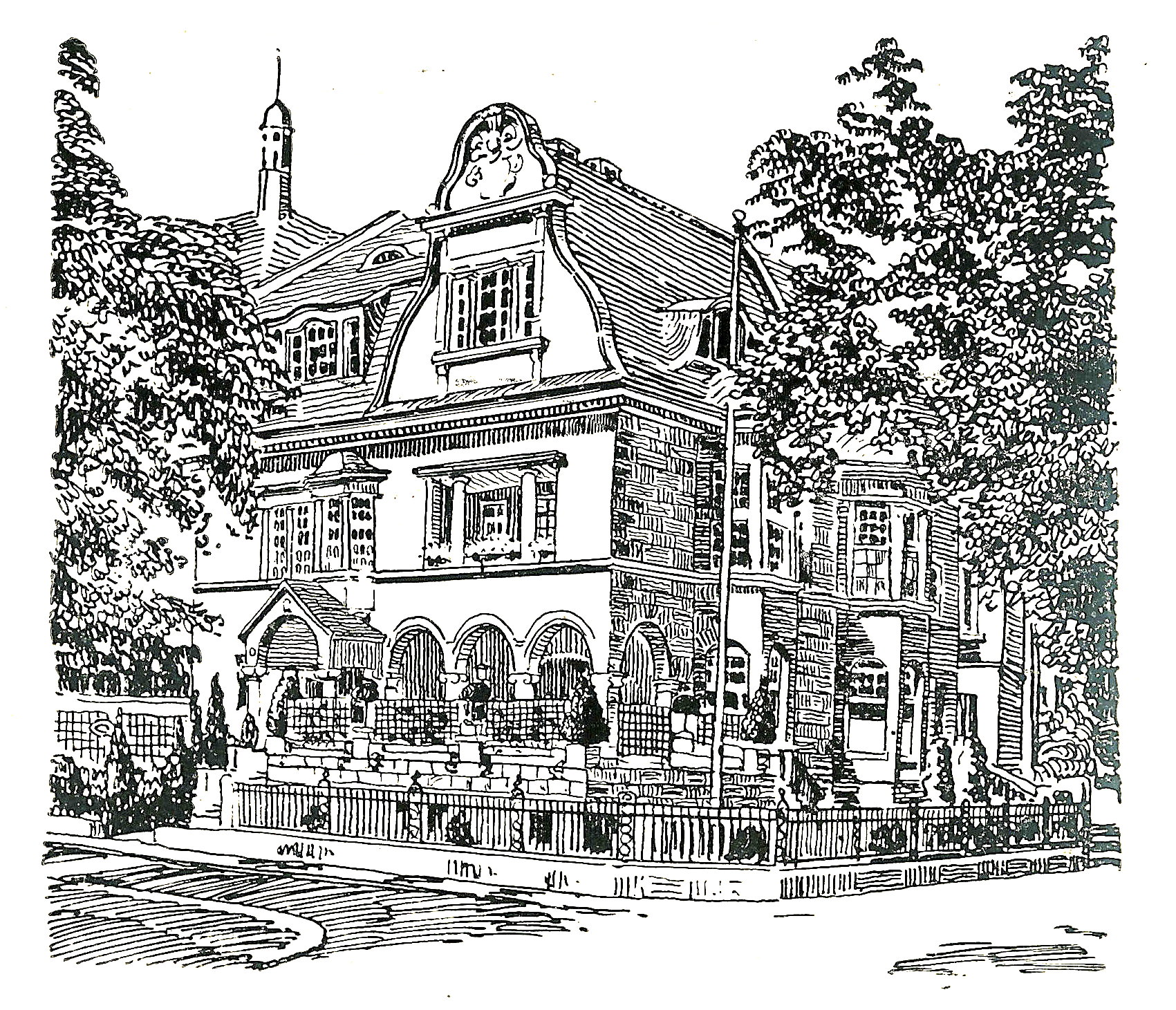
Ancienne maison dans la Baumschulallee
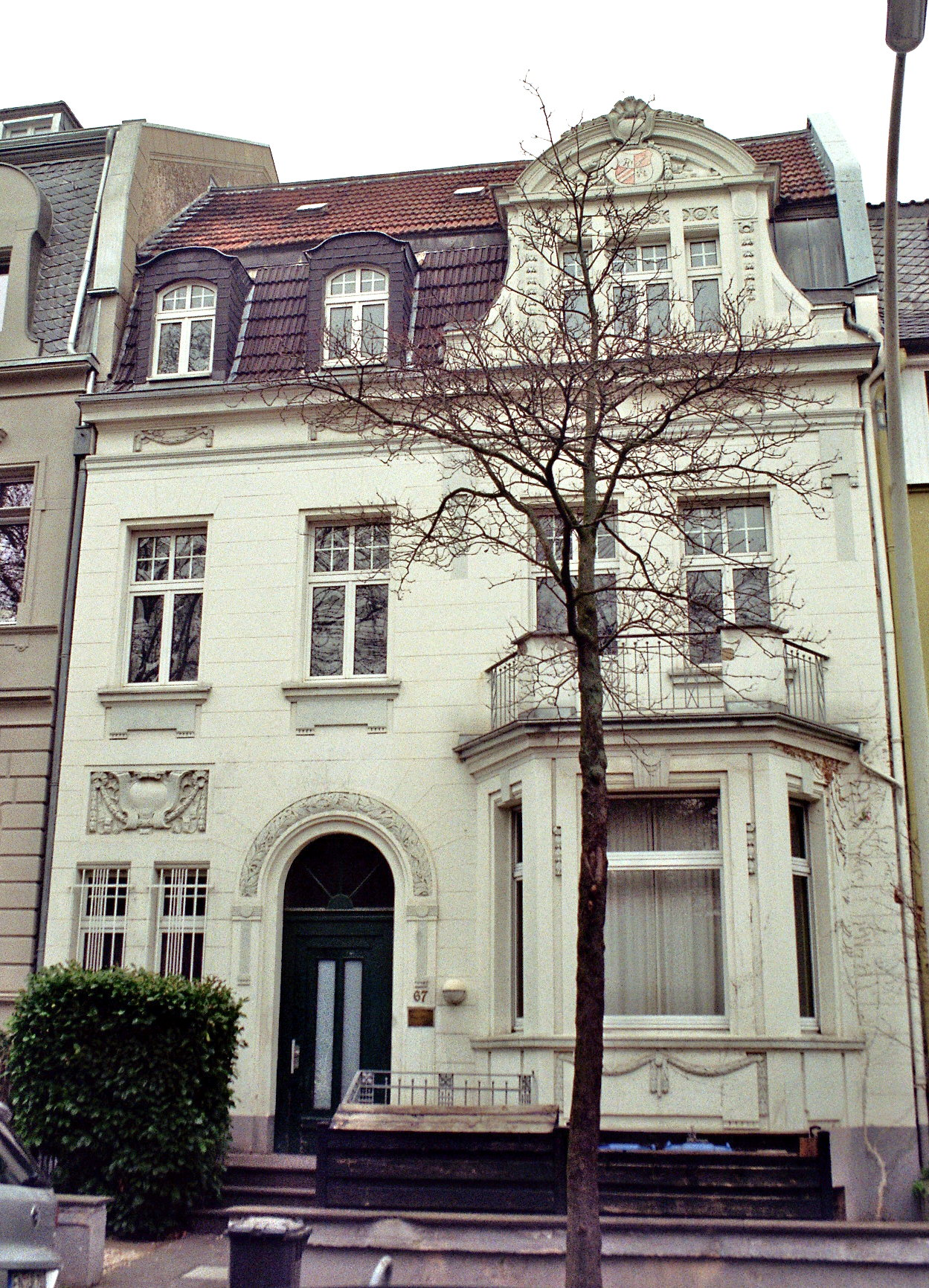
Maison actuelle

## Relations extérieures
Hansea appartient au cercle vert et est ami avec le Corps Pomerania Greifswald (1855) et le Corps Franconia München (de) (1857) depuis un siècle et demi. Hansea maintient un cartel de fer (de) avec le Corps Teutonia Gießen (de) depuis 1852.

## Membres notables
Par ordre alphabétique

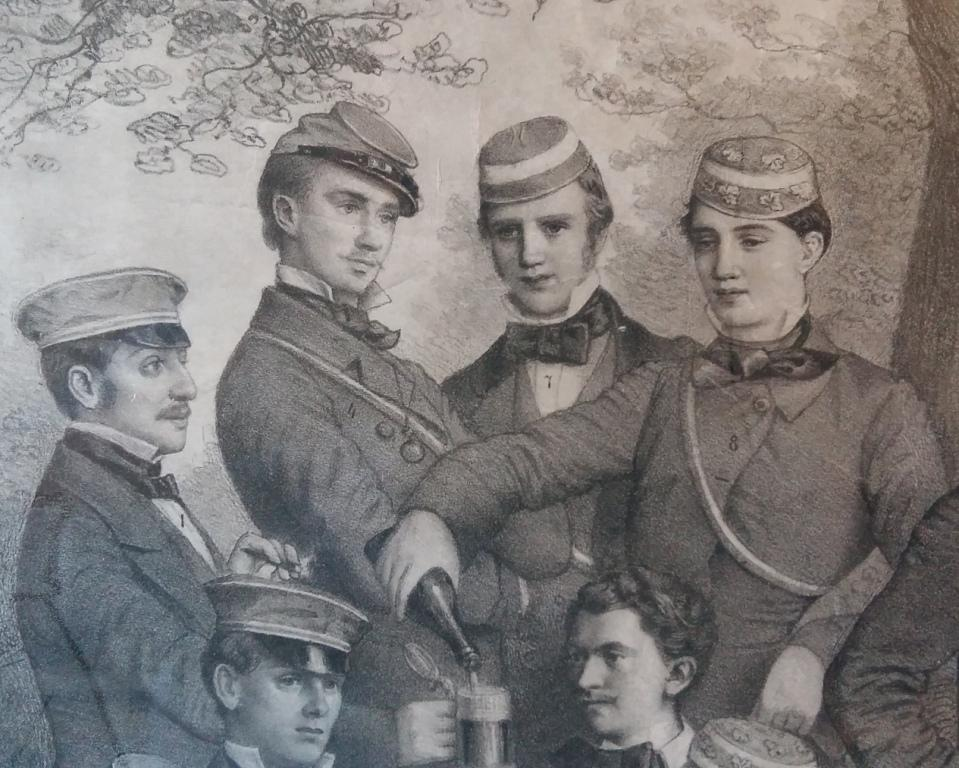
Détail de la lithographie du semestre de 1854/55 : verso : Karl Jacquet (mort en 1855 en tant qu'étudiant), Viktor von Fischer-Treuenfeld (plus tard conseiller de gouvernement), Heinrich von Kusserow, courlis ; devant : Alfred von Rieben, Adolf Adenaw (plus tard chanteur d'opéra)

- Heinrich Antoine-Feill (de) (1855–1922), avocat et mécène à Hambourg
- Hermann Baerecke (de) (1861–1929), administrateur de l'arrondissement d'Ortelsbourg
- Gustav Adolf von Beckerath (de) (1859–1938), administrateur de l'arrondissement de Simmern et de l'arrondissement de Düsseldorf (de)
- Adolph Bermbach (de) (1821–1875), député du Parlement de Francfort
- Paul Bienko (de) (1845–1909), administrateur de l'arrondissement de Wehlau, président de la police de Posen et Breslau
- Harry Böninger (de) (1859–1894), administrateur de l'arrondissement de Merzig
- Charles Boiceau (1841–1907), juriste suisse, membre du Conseil national
- Ernst Borsig (de) (1869–1933), président de la Vereinigung Deutscher Arbeitgeberverbände et de la Reichsverband der Deutschen Industrie, industriel
- Paul Brandt (de) (1869–1929), administrateur de l'arrondissement de Simmern et de l'arrondissement d'Essen, président du district de Coblence
- Ludolph Brauer (de) (1865–1951), médecin aéronautique, directeur de l'hôpital Eppendorf à Hambourg et recteur
- Anton Braunbehrens (de) (1840–1901), conseiller du tribunal impérial
- Arthur Breusing (de) (1818–1892), professeur de navigation à Brême
- Eduard von Broich (de) (1834–1907), administrateur de l'arrondissement de Malmedy, de l'arrondissement d'Hersfeld (de) et de l'arrondissement d'Hanau (de), conseiller chargé de conférences au ministère d'État prussien
- Heinrich Bürgers (de) (1820–1878), journaliste, député de la Chambre des représentants de Prusse, député du Reichstag
- Ignatz Bürgers (de) (1815–1882), député de la Chambre des représentants de Prusse et de la Chambre des seigneurs de Prusse, député du Reichstag
- Jost-Dietrich Busch (de) (né en 1935), fonctionnaire ministériel au Schleswig-Holstein
- Ernst Carstanjen (de) (1836–1884), chimiste, professeur à l'université de Leipzig
- George Degner (de) (1847–1894), médecin et chirurgien naval germano-américain
- Wilhelm Denhard (de) (1876–1944), directeur ministériel au ministère des Finances du Reich, président de l'administration fiscale du Land de Hanovre
- Friedrich Dettweiler (de) (1864–1939), éleveur de bétail
- Fritz Doerr (de) (1858–1935), fabricant de cuir
- Wilhelm Dyckerhoff (de) (1868–1956), administrateur de l'arrondissement d'Aurich, vice-président du district d'Aurich, député du parlement provincial de Hanovre (de) et du Conseil d'État prussien
- Georg Fitz (de) (1860–1940) propriétaire foncier, négociant en vin et député du Reichstag
- Paul Geister (de) (1874–1950), juriste et sénateur de la ville hanséatique de Lübeck
- Franz August von Gordon (de) (1837–1896), propriétaire foncier, député du Reichstag, de la chambre des seigneurs de Prusse et du parlement provincial de Prusse-Occidentale
- Leo von Graß-Klanin (de) (1832–1917), propriétaire d'un manoir, député et président du parlement provincial de Prusse-Occidentale, député de la chambre des seigneurs de Prusse.
- Horst Groepper (de) (1909–2002), ambassadeur
- Gustav von Hagenow (de) (1841–1908), administrateur de l'arrondissement de Grimmen, propriétaire d'un manoir, député de la chambre des représentants de Prusse
- Maximilian von Hagenow (de) (1844–1906), général de cavalerie, gouverneur de la forteresse de Metz
- Walter von Hagens (de) (1873–1958), juge à Dantzig et Berlin
- Christian Heldt (de) (né en 1963), diplomate
- Hans-Joachim Heldt (de) (né en 1934), diplomate
- Ernst Herbig (de) (1876–1943), membre du conseil d'administration du Syndicat des charbonniers de Rhénanie-Westphalie
- Karl Hilgenstock (de) (1866–1937), directeur de la Harpener Bergbau AG, homme politique communal
- Ferdinand von Helldorff (de) (1835–1893), administrateur de l'arrondissement d'Ottweiler
- Richard Herbertz (de) (1878–1959), philosophe
- Gottfried von Herder (de) (1858–1912), député du Reichstag
- Franz von Holtzendorff (1829–1889), juriste et homme politique ecclésiastique
- Alfred Horstmann (de) (1879–1947), diplomate
- Walter Klamroth (de) (1873–1946), directeur de banque
- Robert Klauser (de) (1867–1951), fonctionnaire prussien et administrateur de l'arrondissement de Wipperfürth (de), de l'arrondissement de Bersenbrück (de), de l'arrondissement d'Höchst et de l'arrondissement de Dortmund (de), partisan de l'Église confessante
- Wilhelm Koch (de) (1863–1942), président de la caisse d'assurance du Reich pour les employés
- Friedrich von Kühlwetter (de) (1836–1904), administrateur de l'arrondissement de Bernkastel et de l'arrondissement de Düsseldorf (de), député de la chambre des représentants de Prusse
- Heinrich von Kusserow (de) (1836–1900), envoyé fédéral à Hambourg et commissaire fédéral au Reichstag
- Arnold Langen (de) (1876–1947), ingénieur et industriel
- Fritz von Langen (de) (1860–1929), entrepreneur et propriétaire
- Hans Rudolph von Langen (de) (1863–1935), propriétaire foncier et industriel
- Johann Gottlieb von Langen (de) (1858–1940), industriel
- Walther Langen (de) (1857–1912), banquier et industriel
- Max Otto Lewald (de) (1860–1919), administrateur de l'arrondissement de Rawitsch, commissaire de police de Lichtenberg, député de la chambre des représentants de Prusse
- Hans von Lenke (de) (1837–1917), général de cavalerie prussien
- Ludwig von Lockstedt (de) (1837–1877), propriétaire de manoirs, administrateur de l'arrondissement de Regenwalde (de)
- Peter von Loeper (de) (né en 1957), ancien président du consistoire de l'Église protestante de Poméranie
- Ernst-Ludwig Loewel (de) (1906–1997), arboriculteur dans l'Altes Land
- Alfred Luckhaus (de) (1871–1923), administrateur de l'arrondissement d'Hörde (de)
- Eduard Lübbert (de) (1830–1889), philologue classique et archéologue
- Theodor Lürman (de) (1861–1932), juge, sénateur à Brême
- Hugo von Maffei (de) (1836–1921), propriétaire de domaine et d'usine (usine de locomotives J. A. Maffei), industriel
- Emil von Mallmann (de) (1831–1903), commerçant, banquier, député du parlement provincial de Rhénanie, député de la chambre des représentants de Prusse
- Victor Marcus (de) (1849–1911), sénateur et maire de Brême
- Albert von Maybach (1822–1904), administrateur des chemins de fer de l'État prussien
- Karl von Müffling genannt Weiß (de) (1834–1901), administrateur de l'arrondissement d'Erfurt (de), propriétaire de manoirs
- Wilhelm von Müffling (de) (1839–1912), président de la police, administrateur de l'arrondissement de Czarnikau et de l'arrondissement de Demmin
- Bernhard Naunyn (1839–1925), pharmacologue, vice-recteur de l'université de Königsberg
- Johann Eberhard Nebelthau (de) (1864–1914), physiologiste, professeur de médecine interne
- Rudolf Oetker (1889–1916), industriel, qui a donné son nom à la Fondation Oetkers
- Otto von Pestel (de) (1848–1919), député de la chambre des seigneurs de Prusse, député du parlement provincial de Hanovre (de) et administrateur de l'arrondissement de Melle (de)
- Franz Rang (de) (1831–1893), maire de Fulda et député du Reichstag de la Confédération de l'Allemagne du Nord
- Paul Riebeck (de) (1859–1889), industriel, Fondation Paul-Riebeck
- Philipp Schauer (de) (né en 1958), diplomate
- Fritz von Scherenberg (de) (1858–1928), administrateur de l'arrondissement de Mettmann, président de police à Francfort-sur-le-Main et président du district de Coblence
- Adolph von Schlieffen (de) (1841–1916), administrateur de l'arrondissement de Pyritz, chambellan, propriétaire d'un manoir.
- Edzard Schmidt-Jortzig (né en 1941), ministre fédéral de la Justice, professeur émérite de droit public à Kiel
- Hugo Schuchardt (1842–1927), romaniste et linguiste
- Heinrich von Schwerin (de) (1836–1888), député de la chambre des représentants de Prusse, directeur général de Poméranie
- Gustav Simon (de) (1878–1962), administrateur de l'arrondissement de Karthaus et de l'arrondissement d'Heiligenbeil
- Richard von Spalding (de) (1871–1913), gouverneur adjoint de l'Afrique orientale allemande
- Peter-Tobias Stoll (de) (né en 1959), professeur de droit international et européen à l'université de Göttingen
- Ernst Stutz (de) (1868–1940), commissaire du Reich pour la distribution du charbon
- Woldemar Tenge-Rietberg (de) (1856–1940), administrateur de l'arrondissement d'Ottweiler
- Friedrich Voigt (de) (1833–1920), juriste et chercheur en histoire locale
- Conrad von Wangenheim (1849–1926), propriétaire d'un manoir à Klein Spiegel, député du Reichstag et fondateur de la Fédération des agriculteurs
- Hermann Wasserfuhr (de) (1823–1897), hygiéniste
- Wolfgang Wechsler (de) (1930–2012), neuropathologiste
- Hans Wilhelm Zanders (de) (1861–1915), fabricant de papier à Bergisch Gladbach
- Richard Zanders (de) (1860–1906), fabricant de papier à Bergisch Gladbach
- Carl Zapp (de) (1867–1941), industriel
- Carl August Zapp (de) (1904–1994), ambassadeur
- Friedrich Karl von Zitzewitz-Muttrin (1888–1975), agriculteur, député du Reichstag, arrêté et inculpé après le 20 juillet 1944